# 七海

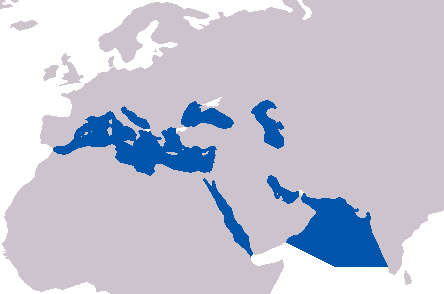
中世纪欧洲文学用语下所指的七海

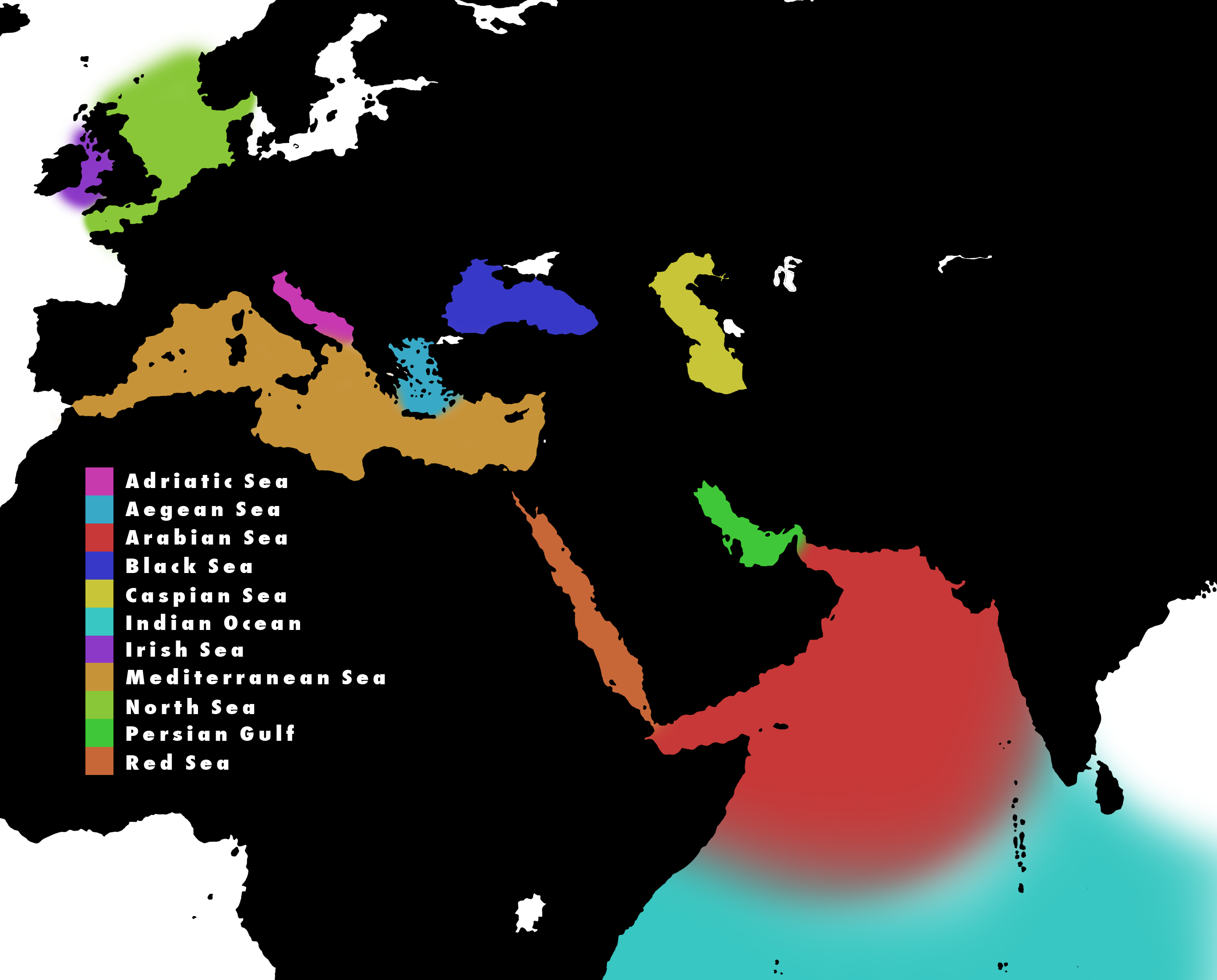
中世纪曾被定义在七海之内的11个海

七海（英語：Seven Seas）一词为一地理概念，在不同时期意思所指代的海大不一样，或指特定的某七个海（或内陆湖），或只作为地球上所有水域的总称。也可译作“七大洋”，指地球上的七个大洋。该词汇常见于欧洲语言，如成语“七海扬帆”（英语：Sail the Seven Seas）中，该词是可以航行水体的总称。
该用语有其明显的历史痕迹，显然目前认定为“海”的水体远多于七个。

## 起源
“七海”一语最早见于前23世纪，出现在苏美尔人对其女神伊南娜的颂诗中。

## 不同人群的观念

### 阿拉伯人
在西元9世纪，穆斯林作家雅库比有关于“七海”的描述，叙述从伊朗城市西拉夫起航去往中国广州所经过的七片海域，其水体颜色、风向、生物类型都不一样，甚至相邻两个海域状况迥异。这些描写说明“七海”可以指波斯湾（“Sea of Fars”）、坎贝湾（“Sea of Larwi”）、孟加拉湾（“Sea of Harkand”）、马六甲海峡（“Sea of Kalah”）、新加坡海峡（“Sea of Salahit”）、泰国湾（“Sea of Kardanj”）以及南海（“Sea of Sanji”）。
阿拉伯人及其周围民族所称的七海（阿拉伯語：بحار العالم ، سبعة البحار）是指其向东方航行过程中要穿过的几片水域。这条航路曾是阿拉伯人的商贸路线，先知穆罕默德时期之后，这条路线周边更成为伊斯兰教发展并且高度兴盛的地区，如今在阿拉伯世界以外，东南亚一些国家也拥有高比例的穆斯林人口。这些水域包括：
- 孟加拉湾：Harkand海
- 坎贝湾：Larwi海
- 马六甲海峡：Kalah海，位于苏门答腊与马来亚之间
- 波斯湾：Fars海
- 新加坡海峡：Salahit海
- 南海：Sanji海
- 泰国湾：Kardanj海

有时也包括阿拉伯人和腓尼基人航行过的邻近海域或内陆湖，即： 
- 阿拉伯海
- 黑海
- 里海（内陆湖）
- 印度洋
- 地中海
- 红海

### 欧洲
古罗马时期，并非所有罗马人对于“七海”的观念在今日还能引起共鸣。在古罗马时期，当地人最早所称之“七海”，是指波河注入亚得里亚海之处，在盐滩上形成的纵横交叉的河网。罗马作家、舰队指挥官老普林尼，曾经提到这些由于沙坝的分割而与大海相隔的潟湖。他提到这些最早是伊特拉斯坎人开凿的港汊，将河流分流，形成“七海”。一个威尼斯史学家提到，“七海扬帆”这个成语体现了古代高度发达的航海技术，并且反映威尼斯人在很早以前就曾在海中航行。
中世纪时期“七海”的概念源于古希腊和古罗马的文明，在中世纪文学中指如下海域（或内陆湖）：
- 地中海，包括其边缘海，但不包括爱琴海
- 亚得里亚海
- 阿拉伯海 （印度洋的一部分）
- 黑海
- 里海
- 波斯湾
- 红海，包括附近的死海以及加利利海

有时也包括：
- 爱琴海
- 印度洋
- 北海

到文艺复兴时期，对于大洲和大洋的现代地理观念逐渐建立，地图学日益发展，“七海”不再作为地理词汇出现。

### 波斯人
波斯人所说的“七海”是指汇成阿姆河的若干支流。

### 塔木德经典
17世纪神职人员兼学者约翰·莱特福（John Lightfoot）在其《新约评论》（Commentary on the New Testament）一书中提到一种与过去观念迥异的定义。在该书“塔木德中的七海以及包围全地的四河”（The Seven Seas according to the Talmudists, and the four Rivers compassing the Land）一章中，提及“大海”（Great Sea，即现在的地中海）、“太巴列海”（Sea of Tiberias，即加利利海）、“所多玛海”（Sea of Sodom，即死海）、“萨摩可湖”（Lake of Samocho）以及“西比凯恩”（Sibbichaean）。

### 东印度航线
在殖民时期，从中国到英格兰运输茶叶的路线是世界上最长的商贸路线。往来于此路线的水手需要穿过荷属东印度的七片海域：班达海、西里伯斯海、弗洛勒斯海、爪哇海、南海、苏禄海和帝汶海。如果提到某人“七海扬帆”以指其往来于世界的另一端，则这里的“七海”源于此。

## 现代观点
欧洲人发现美洲大陆后，一些人开始用“七海”一词来描述地球上面积最大的七片水体，分别为太平洋、大西洋、印度洋、北冰洋、地中海、加勒比海以及墨西哥湾。
一些现代地理学分类法将地球上的大洋分为七个，也称作“七海”，分别指南太平洋、北太平洋、南大西洋、北大西洋、印度洋、南冰洋以及北冰洋。

### 引用
1. ↑  Meador, Betty De Shong, translator and editor. . University of Texas. 2001. ISBN 0-292-75242-3.
2. ↑  Lunde, Paul. . Saudi Aramco World. Vol. 56 no. 4. July/August 2005  [2007-03-27]. （原始内容存档于2007-02-08）. 参数|journal=与模板{{cite magazine}}不匹配（建议改用{{cite journal}}或|magazine=） (帮助);
3. ↑  .   [2009-10-25]. （原始内容存档于2009-10-25）.
4. ↑  .   [2020-09-27]. （原始内容存档于2012-06-17）.
5. 1 2  .   [2011-07-21]. （原始内容存档于2014-09-22）.
6. ↑  .   [2011-07-21]. （原始内容存档于2009-03-12）.
7. ↑  .   [2011-07-21]. （原始内容存档于2013-05-30）.
8. ↑  Pliny the Elder. .   [2011-07-21]. （原始内容存档于2023-03-01）.  （页面存档备份，存于）
9. ↑  Lane, Frederic Chapin. . Johns Hopkins University Press. 1973: 4. ISBN 080181460X.
10. ↑  .   [2011-07-21]. （原始内容存档于2008-05-13）.
11. ↑  Lightfoot, John. .   [2011-07-21]. （原始内容存档于2008-05-15）.
12. ↑  .   [2011-07-21]. （原始内容存档于2018-01-02）.
13. ↑  .   [2011-07-21]. （原始内容存档于2020-02-13）.
14. ↑  《創世記》第2章第10节至第14节参
15. ↑  Kipling, Rudyard. . 1896  [2011-07-21]. （原始内容存档于2009-03-12）.